# نغمة فلمي

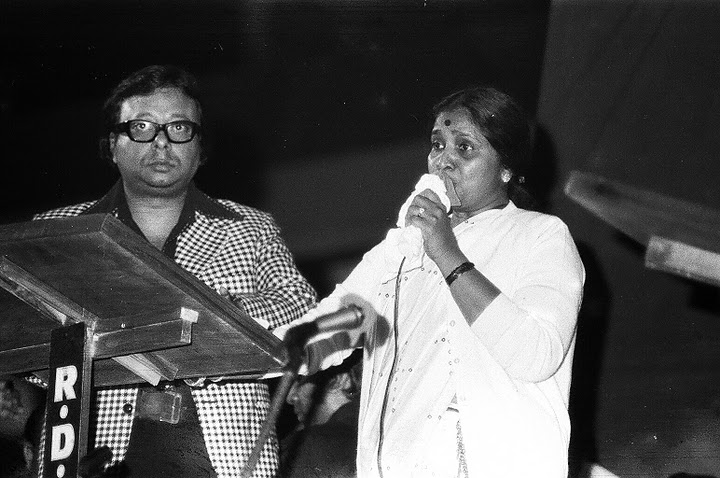
راهول ديف بورمان وآشا بهوسل خلال تسجيل بعض الأغاني

نغمة فيلمي أو «نغمة بومباي» (الهندية: फ़िल्मी संगीत) هو الاسم الذي يطلق على الموسيقى التصويرية المليئة بالألعاب والميلودراما المكونة لصناعة السينما الهندية التجارية بما فيها الكتابة والأداء المصاحب للفواصل الموسيقية الإلزامية للرقصات. وقد جرت العادة أن تتوفر الأغاني في الأسواق قبل وقت طويل من إصدار الفيلم وبملايين النسخ على شكل أشرطة وأقراص مدمجة، بحيث يعرف الجمهور الهندي مسبقا أغاني الفيلم عند إصداره.
يشكل هذا النوع الغنائي ٪72 من حصة سوق مبيعات الموسيقى في الهند باعتبارها الموسيقى الشعبية في الهند. إذ أن بعض الأفلام تعد مربحة فقط بفضل الدخل الناتج عن أغاني الفيلم، فإذا لم تعجب الموسيقى التصويرية الجمهور لا يصدر الفيلم مطلقا. وتميل موسيقى الفيلمي أن تكون جذابة في تصويريها في جميع أنحاء الهند وخارجها، وغالبًا ما تكون الأغاني بلغات مختلفة حسب الجمهور المستهدف من بين اللغات الرسمية العديدة الموجودة في الشتات الهندي من اللغة الهندية إلى التاميلية وغيرها.
غالبًا ما يتم اللجوء لمغنيي الأفلام لقدراتهم الصوتية العالية بدلاً من جاذبيتهم التمثيلية، حيث يرتبط مستوى المطربين في النوع الفيلمي بمدى نجاح الأفلام التصويرية في أعلى تصنيفات شباك التذاكر.
وقد عرفت جامعة كاليفورنيا في لوس أنجلوس هذا النوع الفني تحت تعريف «نغمة فيلمي: الأغاني والرقصات في السينما الهندية».